# Fred Carter
Frederick James Carter, detto Fred (Filadelfia, 14 febbraio 1945), è un ex cestista e allenatore di pallacanestro statunitense, professionista nella NBA.

## Carriera
Venne selezionato dai Baltimore Bullets al terzo giro del Draft NBA 1969 (43ª scelta assoluta).